# Acuerdo de Suministro Provisional de Infraestructura de Red
El acuerdo ASPIR (Acuerdo de Suministro Provisional de Infraestructura de Red) es un acuerdo comercial entre los operadores móviles españoles Amena (Retevisión Móvil, actualmente Orange España), Telefónica Móviles y la antigua Airtel, por el cual Amena podía emplear las redes móviles de sus competidoras durante los meses que siguieron a su lanzamiento. En concreto, los usuarios de Amena en el sur de España empleaban las redes GSM a 900 MHz de Airtel, y los del norte las de Telefónica Móviles, en lo que en el sector se conoce como acuerdo de itinerancia nacional. El pacto fue forzado por el Gobierno español a través del Tribunal de Defensa de la Competencia para permitir una rápida salida al mercado del nuevo operador, al estar limitado técnicamente por el tipo de licencia obtenida, que le permitía usar únicamente la banda de frecuencias de 1800 MHz del sistema GSM (que proporcionan un radio menor de cobertura por antena instalada en comparación con los sistemas a menor frecuencia, y por tanto requieren invertir más tiempo y dinero en el despliegue completo de la red).
El acuerdo ASPIR estuvo en vigor desde enero de 1999 hasta noviembre de 2000.
Desde el año 2006, cuando se regularon legalmente las condiciones para el arrendamiento a terceros de las infraestructuras de red y con ello a la aparición de los Operadores Móviles Virtuales, los operadores pueden negociar por sí solos este tipo de asuntos. 